# 魔女 (1922年の映画)
『魔女』（まじょ）（原題：Häxan、英語: The Witches）は、ベンヤミン・クリステンセンが監督した1922年のモノクロ無声のスウェーデンの映画である。
題材からも手法からも、それまで誰も作ろうと考えたことはなかったフィルム・エッセイ第一号であり、映画史でもユニークな位置と価値を持つ作品である。

## キャスト
- 悪魔：ベンヤミン・クリステンセン
- カルナ - 魔女：エラ・ラ・クール
- カルナの助手：エミー・ショーンフェルド
- 老家政婦 - 惚れ薬で僧侶を騙す：ケイト・ファビアン
- 太った僧侶 - 高い身分で、惚れ薬を飲まされる：オスカー・ストリボルト
- アペローネ - 魔女：ヴィルヘルミーネ・ヘンリクセン
- アンナ - 印刷工ジェスパーの妻：アストリッド・ホルム
- アンナの母：エリザベス・クリステンセン
- アンナの妹：カレン・ウィンザー
- マリア - 貧しい織工：マレン・ペダーセン
- パテル・ヘンリック - 魔女裁判官：ヨハネス・アンデルセン
- 魔女判事ヨハネス - 魔女裁判にたずさわる若い僧侶：エリス・ピオ
- 魔女判事：アーゲ・ヘルテル
- 魔女裁判長：イブ・シェーンベルク
- ピーター・ティッタ - 異端審問官：ホルスト・ヨルゲンセン
- 修道女シスター・セシリア - サタンに強要されて聖体を汚し、幼子イエスの像を盗んだ：クララ・ポントッピダン

## スタッフ
- 監督：ベンヤミン・クリステンセン
- 脚本：ベンヤミン・クリステンセン
- 撮影：ヨハン・アンカーステルネ
- 編集：エドラ・ハンセン

## 製作
- 中世の風俗や思考形式についての考証は極めて綿密であり、また魔女裁判用の拷問の道具も本物である。
- 当時デンマークの映画界は衰退期に入ってしまっていたので、クリステンセンは資本をスウェーデンのスヴェンスク・フィルムインドゥストリ社に求めた。もっとも撮影はデンマークに戻ってコペンハーゲン近郊のスタジオで行われ、1918年から1921年の歳月と巨額の経費が掛けられた[2]。

## 公開
- 製作国のスウェーデンの検閲は、文化史的論説の意義を認めず、魔女の宴のシーンのヌードや、拷問シーンの残酷な部分はカットされた。そのうえカトリック教会からも抗議が届き、配給会社は自主規制を加えた。そのため当時は観客には余り受けなかったが、同時代人である、カール・テオドア・ドライヤー監督や何人かの評論家はこの映画の重要性を認めた。魔女の社会心理学的解明の試みとハイパー＝リアリスティックな描写の点で、誰も真似られなかった傑作である[2]。

## エピソード
- ハリウッドの映画プロデューサーであるルイス・B・メイヤーが1925年にベルリンでこの映画を見せられた時にエンドマークが消えたとたんに立ち上がって、「これを作った奴は何だ！狂人かね？　天才かね？」と興奮したと言われる[2]。